# ファンダンゴ・メディア
ファンダンゴ・メディア（Fandango Media, LLC）は、ウェブサイトやモバイルアプリで映画チケットを販売するアメリカ合衆国のチケット会社であり、子会社のフリックスター、Movies.com、Rotten Tomatoesなどを通じてテレビやストリーミングメディアの情報を提供している。

## 歴史
2007年4月11日、コムキャストはファンダンゴを買収し、2007年夏に立ち上げる予定の新しいエンターテイメントサイト「Fancast.com」に統合する計画を立てた。2008年6月、ディズニーからドメイン「Movies.com」を取得した。
2012年3月、ファンダンゴはYahoo!映画との提携を発表し、Yahoo!映画の登録ユーザーにとってファンダンゴが公式のオンラインおよびモバイルの映画チケットとなった。同年10月、ポール・ヤノバーがファンダンゴの社長に就任した。
ファンダンゴは、2015年9月に初の国際的な買収を行い、年2回開催されるロック・イン・リオフェスティバルなど、ブラジルのさまざまなエンターテインメントイベントのチケットを提供しているブラジルのチケット会社イングレッソを買収した。
2016年1月29日、ファンダンゴはテクニカラーSAとドリームワークス・アニメーションの合弁会社であるM-GOの買収を発表し（3ヶ月後にNBCユニバーサルが後者の会社を買収）、後に「FandangoNOW」とブランド名を変更した。

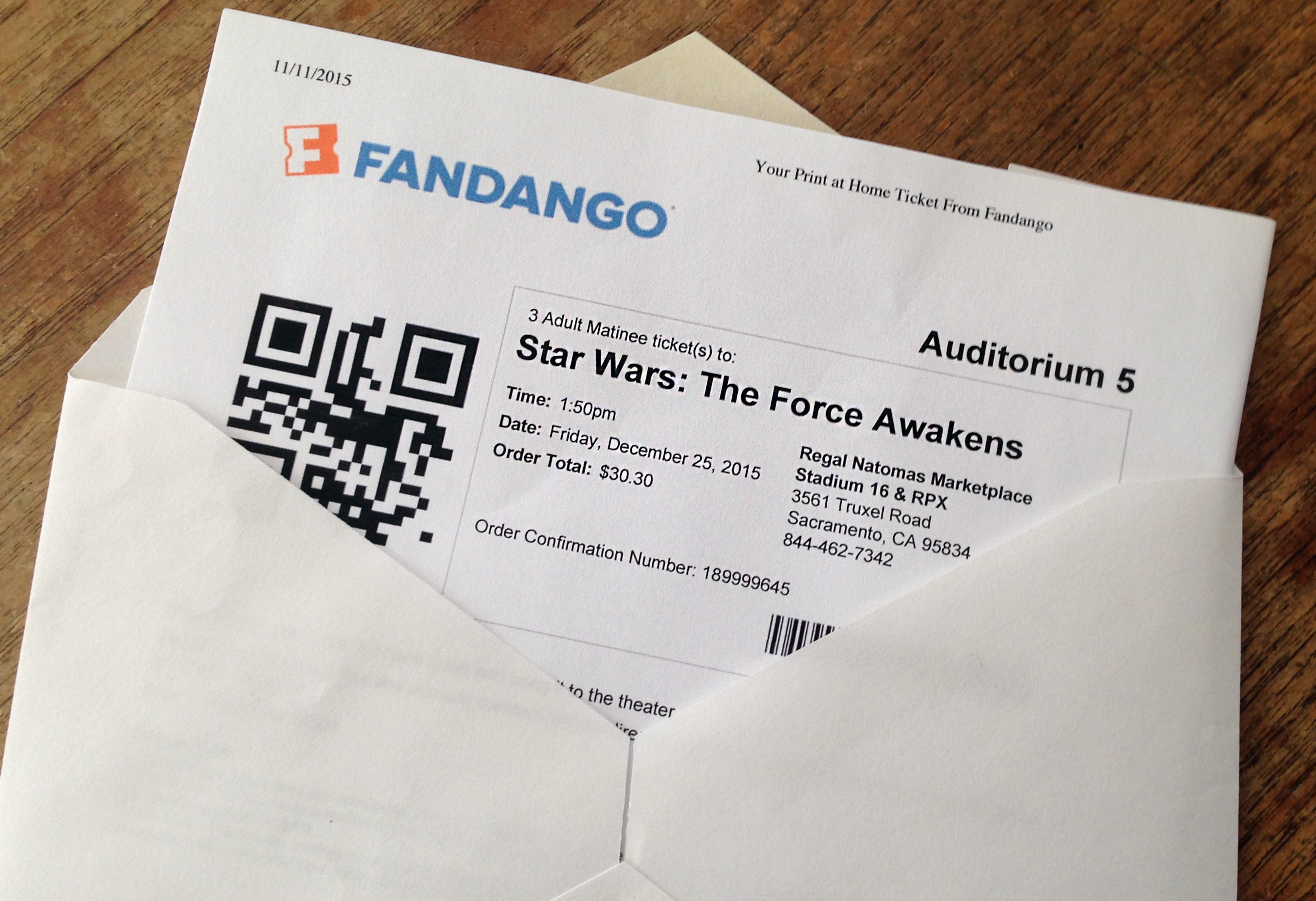
『スター・ウォーズ/フォースの覚醒』のチケット

2016年2月、ファンダンゴはタイム・ワーナーのワーナー・ブラザース・エンターテイメントからフリックスターとRotten Tomatoesを買収することを発表した。この取引の一環として、ワーナー・ブラザースは合併後のファンダンゴの30％の株主となった。
2016年12月、ファンダンゴ・メディアは、ペルーに拠点を置く映画チケット購入サイト「Cinepapaya」を非公開金額で買収した。同月末、ファンダンゴは、ビバリーヒルズにあるフォックス・インタラクティブ・メディアの旧本社に移転した。
2020年4月20日、アメリカのビデオ・オン・デマンドサービスVuduはファンダンゴ・メディアに買収される契約を結んだことを発表した。2020年7月6日に売却が完了した。

## サービス
ファンダンゴのウェブサイトでは、ファンダンゴ会員限定の映画クリップ、予告編、有名人のインタビュー、ユーザーによるレビュー、映画の解説、一部のウェブベースのゲームなどを提供している。
2015年3月5日より、ファンダンゴでは会員に、映画の上映時間の2時間前までご注文の払い戻しや交換ができるようになった。

## ビデオ・オン・デマンド
2016年初頭、ファンダンゴはM-GOを買収し、FandangoNOWというブランドに変更した。その後、ファンダンゴは2020年7月にVuduを買収。 FandagoNOWはその後、2021年8月3日にVuduと合併した。ファンダンゴは、忠実な顧客基盤を持つより大きなサービスであることから、「Vudu」の名称を維持することを選択した。
2024年2月16日、親会社と一体化するために「Fandango at Home」としてリブランドすることが発表された。これは2024年3月12日に発効した。